# Grand Prix de Reims 1962
Grand Prix de Reims 1962 je bila neprvenstvena dirka Formule 1 v sezoni 1962. Odvijala se je 1. julija 1962 na dirkališču Reims-Gueux.

## Dirka
| Poz | Št | Dirkač                   | Moštvo                            | Konstruktor           | Krogi | Čas/Odstop              | Št. m. |
| --- | -- | ------------------------ | --------------------------------- | --------------------- | ----- | ----------------------- | ------ |
| 1   | 6  | Bruce McLaren            | Cooper Car Company                | Cooper-Climax         | 50    | 2.02:30,2               | 4      |
| 2   | 2  | Graham Hill              | Owen Racing Organisation          | BRM                   | 50    | + 8,0 s                 | 2      |
| 3   | 30 | Innes Ireland            | UDT-Laystall Racing Team          | Lotus-Climax          | 50    | + 1:36,3                | 7      |
| 4   | 22 | Jack Brabham             | Brabham Racing Organisation       | Lotus-Climax          | 50    | + 2:03,6                | 5      |
| 5   | 24 | Maurice Trintignant      | Rob Walker Racing Team            | Lotus-Climax          | 49    | +1 krog                 | 8      |
| 6   | 28 | Roy Salvadori            | Bowmaker Racing Team              | Lola-Climax           | 49    | +1 krog                 | 10     |
| 7   | 46 | Carel Godin de Beaufort  | Ecurie Maarsbergen                | Porsche               | 48    | +2 kroga                | 11     |
| 8   | 36 | Jo Bonnier               | Scuderia SSS Republica di Venezia | Porsche               | 48    | +2 kroga                | 14     |
| 9   | 40 | Jo Siffert               | Ecurie Filipinetti                | Lotus-Climax          | 46    | +4 krogi                | 15     |
| 10  | 34 | Jack Lewis               | Ecurie Galloise                   | Cooper-Climax         | 46    | +4 krogi                | 18     |
| 11  | 44 | Ian Burgess              | Anglo-American Equipe             | Cooper Special-Climax | 45    | +5 krogov               | 17     |
| Ods | 14 | Peter Arundell Jim Clark | Team Lotus                        | Lotus-Climax          | 37    | Brez goriva             | 13     |
| Ods | 4  | Richie Ginther           | Owen Racing Organisation          | BRM                   | 31    | Menjalnik               | 9      |
| Ods | 26 | John Surtees             | Bowmaker Racing Team              | Lola-Climax           | 29    | Ventil                  | 3      |
| Ods | 38 | Carlo Abate              | Scuderia SSS Republica di Venezia | Lotus-Climax          | 23    | Trčenje                 | 20     |
| Ods | 8  | Tony Maggs               | Cooper Car Company                | Cooper-Climax         | 22    | Pritisk olja            | 16     |
| Ods | 10 | Jim Clark                | Team Lotus                        | Lotus-Climax          | 6     | Rezervoar               | 1      |
| Ods | 12 | Trevor Taylor            | Team Lotus                        | Lotus-Climax          | 2     | Trčenje                 | 12     |
| Ods | 42 | Tony Shelly              | John Dalton                       | Lotus-Climax          | 2     | Motor                   | 19     |
| Ods | 32 | Masten Gregory           | UDT-Laystall Racing Team          | Lotus-BRM             | 0     | Trčenje                 | 6      |
| WD  | 16 | Giancarlo Baghetti       | Scuderia Ferrari                  | Ferrari               |       |                         | -      |
| WD  | 18 | Ricardo Rodríguez        | Scuderia Ferrari                  | Ferrari               |       |                         | -      |
| WD  | 20 | Willy Mairesse           | Scuderia Ferrari                  | Ferrari               |       |                         | -      |
| WD  | 42 | Tony Marsh               | Tony Marsh                        | BRM                   |       | Nepripravljen dirkalnik | -      |